# Dasychira postpura
Dasychira postpura är en fjärilsart som beskrevs av George Francis Hampson 1905. Dasychira postpura ingår i släktet Dasychira och familjen tofsspinnare. Inga underarter finns listade i Catalogue of Life.